# Municipio de Chambersburg (Illinois)
El municipio de Chambersburg (en inglés: Chambersburg Township) es un municipio ubicado en el condado de Pike en el estado estadounidense de Illinois. En el año 2010 tenía una población de 200 habitantes y una densidad poblacional de 2,61 personas por km².

## Geografía
El municipio de Chambersburg se encuentra ubicado en las coordenadas 39°47′50″N 90°38′33″O / 39.79722, -90.64250. Según la Oficina del Censo de los Estados Unidos, el municipio tiene una superficie total de 76.74 km², de la cual 75,35 km² corresponden a tierra firme y (1,81 %) 1,39 km² es agua.

## Demografía
Según el censo de 2010, había 200 personas residiendo en el municipio de Chambersburg. La densidad de población era de 2,61 hab./km². De los 200 habitantes, el municipio de Chambersburg estaba compuesto por el 100 % blancos. Del total de la población el 0 % eran hispanos o latinos de cualquier raza.